# Guy McIntyre
Guy Maurice McIntyre (Thomasville, 17 febbraio 1961) è un ex giocatore di football americano statunitense che ha giocato nel ruolo di offensive guard per la maggior parte della carriera per i San Francisco 49ers della National Football League (NFL) vincendo tre Super Bowl. Al college ha giocato a football all'Università della Georgia.

## Carriera
McIntyre fu scelto nel corso del terzo giro (73º assoluto) del Draft NFL 1984 dai San Francisco 49ers. Con essi giocò fino al 1993 vincendo tre Super Bowl e venendo convocato per cinque Pro Bowl.
McIntyre fu il primo uomo della linea offensiva dell'era moderna del football ad essere usato anche come fullback nei blocchi. Fu questa mossa a motivare l'allenatore dei Chicago Bears Mike Ditka dopo la sconfitta coi 49ers nella finale della NFC del 1984 ad utilizzare William Perry allo stesso modo l'anno successivo, anche se "The Refrigerator" oltre a bloccare fu usato anche come corridore.

## Palmarès

### Franchigia
- Super Bowl : 3

San Francisco 49ers: XIX, XXIII, XXIV
- National Football Conference Championship: 3

San Francisco 49ers: 1984, 1988, 1989

### Individuale
- Convocazioni al Pro Bowl: 5

1989, 1990, 1991, 1992, 1993
- All-Pro: 3

1990, 1991, 1992

## Statistiche
| Partite totali      | 186 |
| Partite da titolare | 124 |
| Fumble recuperati   | 5   |